# Megalomus sammnesianus
Megalomus sammnesianus is een insect uit de familie van de bruine gaasvliegen (Hemerobiidae), die tot de orde netvleugeligen (Neuroptera) behoort. 
Megalomus sammnesianus is voor het eerst wetenschappelijk beschreven door Gonzalez Olazo in 1987.